# Кримтанн мак Эндай
Кримтанн мак Эндай (др.‑ирл. Crimthann mac Éndai; умер в 483) — король Лейнстера (до 483 года) из рода Уи Хеннселайг.

## Биография
Кримтанн был сыном Энды Кеннсалаха, родоначальника Уи Хеннселайг. После смерти отца, скончавшегося в середине V века, Кримтанн сам получил власть над Уи Хеннселайг, став первым правителем этого септа, упоминавшимся в исторических источниках с королевским титулом.
Точно неизвестно, когда Кримтанн мак Эндай взошёл на престол Лейнстера. Перечень правителей этого королевства, содержащийся в «Лейнстерской книге», называет его преемником своего отца. Однако в написанной в VII веке поэме «De Regibus Lagenorum» сообщается, что правителями Лейнстера в V веке были Муйредах Сните и Моэнах мак Муйредайг из рода Уи Байррхе, затем Мак Каиртинн мак Коэлбот из Уи Энехглайсс, а позднее Над Буйдб из Уи Дего. На основании анализа источников о Лейнстере V века историками было сделано предположение, что под влиянием родов Уи Хеннселайг, Уи Дунлайнге и Уи Нейллы, в зависимость от которых к X веку попали монастырские центры летописания Ирландии, сведения средневековых анналов были искажены и в них были внесены данные, благоприятные для представителей этих родов, но частью не соответствовавшие исторической действительности. Таким образом, возможно, что свидетельства поэмы, созданной ещё до усиления этих родов, могли более точно отражать порядок престолонаследия в раннем Лейнстере.
Первыми сообщением ирландских анналов, относящимися к правлению Кримтанна мак Эндая, возможно, являются записи в «Анналах Ульстера» и «Хронике скоттов» о состоявшемся в 458 году сражении при Ат Даре на реке Барроу в Маг Айлбе (на юге графства Килдэр). В этой битве лейнстерцы одержали победу над верховным королём Ирландии Лоэгайре мак Нейллом и взяли его в плен. Король был освобождён только после того, как пообещал больше никогда не налагать на Лейнстер дань. Войны между лагенами и верховными королями Ирландии возобновились после восшествия на престол Тары Айлиля Молта: анналы сообщают о сражении при Дума Ахире в 468 году, в котором лейнстерцы потерпели поражение, и о победе, одержанной ими в 475 году в сражении при Бри Эле (современном Кроган Хилле). По свидетельству «Анналов четырёх мастеров», Кримтанн мак Эндай участвовал в сражении при Оха (около Келса) в 482 году, в котором погиб Айлиль Молт, но сообщения об этом отсутствуют в других ирландских анналах. Смерть Айлиля прекратила войны между правителями Лейнстера и Коннахта и с этого момента главными противниками лейнстерцев стали Уи Нейллы.
Согласно «Трёхчастному житию святого Патрика», в отличие от своего отца Энды Кеннсалаха, Кримтанн был христианином, крещённым лично этим «апостолом Ирландии» в Райт Билех (современном Ратвилли).
В «Kinsella» и других генеалогиях первой женой Кримтанна мак Энай и матерью его сына Нат И названа Мелл, дочь Эрнбранда. По сообщению одного из вариантов саги «Изгнание десси», Кримтанн также был последовательно женат ещё и на двух её родных сёстрах, Белк и Кинниу. В браке с Белк родилась Ингрен, мать Эохайда Гуйнеха, а дочерью Кинниу была Этне Уатах, погибшая в 490 или 492 году супруга короля Мунстера Энгуса мак Над Фройха. «Изгнание десси» сообщает, что от потомков этих браков произошли несколько лейнстерских септов.
Согласно сообщениям анналов, Кримтанн мак Эндай скончался от смертельной раны в 483 году. «Хроника скоттов» свидетельствует, что в этом были повинны Эохайд Гуйнех из Уи Байррхе и люди из Арад Клиаха. «Анналы четырёх мастеров» уточняют эти сообщения известием о том, что Эохайд Гуйнех был сыном дочери Кримтанна. «Трёхчастное житие святого Патрика» сообщает, что это убийство было местью членов Уи Байррхе Кримтанну за их изгнание из принадлежавших им ранее земель. После гибели Кримтанна мак Эндая престол Лейнстера перешёл не к его сыну Нат И, а к Финдхаду мак Гаррху из рода Уи Гаррхон.